# Damian Crève
Damian Dagobert Crève (* 2. April 1809 in Mainz; † 17. Dezember 1868 in Darmstadt) war Großherzoglich-hessischer Ministerialbeamter, Diplomat sowie Mitglied der ersten Kammer der Landstände des Großherzogtums Hessen.

## Leben
Damian Crève wurde als Sohn des Kreisrichters Damian Joseph Ignaz Ernst Crève (1773–1854) und dessen Ehefrau Maria Margarethe König (1783–1870) geboren, absolvierte ein Studium der Rechtswissenschaften an der Justus-Liebig-Universität Gießen und war zunächst Akzessist beim Kreisgericht Mainz, bevor er dort 1835 als Honorarstellvertreter des Generaltstaatsprokurators und im Jahr darauf in gleicher Funktion beim Obergericht Mainz tätig wurde. Im Mai 1846 wurde ihm der Charakter des Generaladvokaten verliehen und wechselte im Juni 1849 als Ministerialrat in das Justizministerium, das von 1848 an Teil des Innenministeriums war. 
Am 18. September 1852 schloss er als Bevollmächtigter des Großherzogs Ludwig III.  mit dem französischen Diplomaten Auguste de Tallenay einen Vertrag über den freien Verkehr und Austausch von schriftstellerischen und musischen Erzeugnissen.
Am 13. Dezember 1856 wurde er zum  Mitglied auf Lebenszeit der Ersten Kammer des Landtags des Großherzogtums ernannt.
Während die Mitglieder der Zweiten Kammer des Parlaments gewählt wurden, kamen die Abgeordneten der Ersten Kammer durch Geburt, als Vertreter von Institutionen oder als durch die Regierung auf Lebenszeit Ernannte in das Parlament. 
Von 1856 bis 1859 war er zugleich außerordentliches Mitglied des Staatsrates. 

### Öffentliche Ämter
- Präsident der Oberpostinspektion in Darmstadt
- Präsident des Vereins zur Unterstützung und Beaufsichtigung der entlassenen Gefangenen

### Familie
Er war mit Katharina Ludowika Friederike Wilhlmine von Nau (1805–1886) verheiratet. Sie war eine Tochter des Geheimrats Bernhard Sebastian von Nau (1766–1846) und der Maria Agnes Schneider (1776–1847).

### Ehrungen und Auszeichnungen
- 25. August 1852 Ritterkreuz des Verdienstordens Philipps des Großmütigen
- 21. November 1857 russischer Annenorden II. Klasse
- 26. Dezember 1858 Geheimrat
- 24. September 1867 Komturkreuz II. Klasse des Verdienstordens Philipps des Großmütigen